# Corstiaan Kleijwegt
Corstiaan Arjen Kleijwegt (Velsen-Noord, 20 augustus 1947) is een Nederlands politicus van de PvdA.
Kleijwegt groeide op in Velsen-Noord. Zijn vader was schoolhoofd geweest in Friesland en verhuisde met het gezin in 1946 naar Velsen. Beide ouders waren vlak na de oorlog politiek actief in de PvdA. De broer van zijn vader was Tweede Kamerlid voor de PvdA. Uit het gezin zouden later drie kinderen ook politiek actief worden. Zijn oudere zus Hannie werd burgemeester van Zaanstad en Dineke burgemeester van Assen.
Na het behalen van zijn HBS-B diploma studeerde Kleijwegt Nederlandse Taal en Letterkunde aan de Universiteit van Amsterdam. Hij was van 1973 tot 1982 docent Nederlands. Eerst drie jaar aan een brede scholengemeenschap, daarna zes jaar aan de Pedagogische Academie 'Da Costa'.
In 1978 werd hij voor de PvdA raadslid in de gemeente Velsen, waarna hij in 1982 daar wethouder werd tot november 1991. In november 1991 werd hij burgemeester van de gemeente Sliedrecht tot in 2001 zijn benoeming tot burgemeester van de gemeente Hellevoetsluis volgde. Daar bleef hij tot aan zijn pensioen in augustus 2012. Bij zijn afscheid werd hij benoemd tot Ridder in de Orde van Oranje-Nassau.
Op 1 januari 2013 werd hij voor een periode van acht maanden waarnemend burgemeester van de startende gemeente Goeree-Overflakkee, die per die datum was ontstaan uit de vier voormalige gemeenten Dirksland, Goedereede, Middelharnis en Oostflakkee. Hij werd opgevolgd door Ada Grootenboer-Dubbelman, die daarmee de eerste kroonbenoemde burgemeester van die gemeente werd.